# Windows Server Update Services
Windows Server Update Services (WSUS), anteriormente conhecido como Software Update Services (SUS), é um programa de computador desenvolvido pela Microsoft Corporation que permite aos administradores gerenciar a distribuição de atualizações e hotfixes lançados para produtos da Microsoft para computadores em um ambiente corporativo. O WSUS baixa essas atualizações no site do Microsoft Update e as distribui para computadores em uma rede. O WSUS é um componente integral do Windows Server.

## História
A primeira versão do WSUS era conhecida como Software Update Services (SUS). No início, ele só forneceu hotfixes e patches para os sistemas operacionais da Microsoft. O SUS funcionou em um sistema operacional Windows Server e baixou as atualizações para as versões específicas do Windows a partir do site remoto do Windows Update que foi operado pela Microsoft. Os clientes podiam então baixar atualizações a partir deste servidor interno, ao invés de conectarem-se diretamente ao Windows Update. O suporte para o SUS pela Microsoft foi originalmente planejado para terminar em 6 de dezembro de 2006, mas com base no feedback do usuário, a data foi estendida para 10 de julho, 2007.
O WSUS substituiu o SUS, expandindo a quantidade de softwares que ele pode atualizar. A infra-estrutura do WSUS permite downloads automáticos de atualizações, hotfixes, service packs, drivers de dispositivo e pacotes de recursos para clientes em uma organização de um servidor central.

## Operação
O Windows Server Update Services 2.0 e acima inclui um repositório de pacotes de atualização da Microsoft. Permite aos administradores aprovar ou recusar as atualizações antes da liberação, forçar as atualizações a serem instaladas por uma determinada data e obter relatórios extensivos sobre quais atualizações cada máquina precisa. Os administradores de sistema também podem configurar o WSUS para aprovar certas classes de atualizações automaticamente (atualizações críticas, atualizações de segurança, service packs, drivers, etc.). Também é possível aprovar atualizações apenas para "detecção", permitindo que um administrador veja quais máquinas exigirão uma determinada atualização sem também instalar essa atualização.
Os administradores podem usar o WSUS com a Diretiva de Grupo para a configuração do lado do cliente do Cliente de Atualizações Automáticas, garantindo que os usuários finais não possam desativar ou contornar as políticas de atualização corporativa. O WSUS não requer o uso do Active Directory; A configuração do cliente também pode ser aplicada por uma política de grupo local ou modificando o registro do Windows.

## Histórico de versões
| Versão                               | Data                    | Comentários |
| ------------------------------------ | ----------------------- | --- |
| 2.0 Release Candidate                | 22 de março de 2005     | |
| 2.0                                  | 6 de junho de 2005      | |
| 2.0 Service Pack 1                   | 31 de maio de 2006      | Adiciona suporte para clientes que executam o Windows Vista, idiomas de clientes adicionais e usando o Microsoft SQL Server 2005 como backend de banco de dados, bem como melhorias de desempenho com a interface de usuário baseada na web |
| 3.0 Beta 2                           | 14 de agosto de 2006    | Interface de usuário baseada no MMC e vários recursos novos |
| 3.0 Release Candidate                | 12 de fevereiro de 2007 | |
| 3.0                                  | 30 de abril de 2007     | O WSUS 3.0 e o Cliente do WSUS 3.0 foram disponibilizados via WSUS em 22 de maio de 2007 |
| 3.0 Service Pack 1 Release Candidate | 1 de novembro de 2007   | |
| 3.0 Service Pack 1                   | 7 de fevereiro de 2008  | |
| 3.0 Service Pack 2                   | 25 de agosto de 2009    | Incluído como uma função no Server 2008 R2 |
| 4.0                                  | 26 de outubro de 2012   | Incluído como uma função no Server 2012 |
| 6.3                                  | 18 de outubro de 2013   | Incluído como uma função no Server 2012 R2 |
| 10                                   | 26 de setembro de 2016  | Incluído como uma função no Server 2016 |